# Milow (Uckerland)
Milow è una frazione del comune tedesco di Uckerland, nel Brandeburgo.

## Storia
Il 31 dicembre 2001 il comune di Milow venne fuso con i comuni di Fahrenholz, Güterberg, Jagow, Lemmersdorf, Lübbenow, Nechlin, Trebenow, Wilsickow, Wismar e Wolfshagen, formando il nuovo comune di Uckerland.

## Amministrazione
Milow è governata da un consiglio di frazione (Ortsbeirat) composto di 3 membri.